# Quatá
Quatá là một đô thị ở bang São Paulo của Brasil.
Đô thị này nằm ở vĩ độ 22º14'51" độ vĩ nam và kinh độ 50º41'54" độ vĩ tây, trên khu vực có độ cao 550 m. Dân số năm 2004 ước tính là 11.807 người.
- Các đô thị giáp ranh
  - Bastos
  - Quintana
  - Borá
  - Tupã
  - Paraguaçu Paulista
  - João Ramalho

## Thông tin nhân khẩu
Dữ liệu dân số theo điều tra dân số năm 2000
Tổng dân số: 11.655
- Đô thị: 10.548
- Nông thôn: 1.107
  - Nam giới: 5.793
  - Nữ giới: 5.862

Mật độ dân số (người/km²): 17,86
Tỷ lệ tử vong trẻ sơ sinh dưới 1 tuổi (trên một triệu người): 12,40
Tuổi thọ bình quân (tuổi): 73,19
Tỷ lệ sinh (số trẻ trên mỗi bà mẹ): 2,17
Tỷ lệ biết đọc biết viết: 89,45%
Chỉ số phát triển con người (HDI-M): 0,792
- Chỉ số phát triển con người - Thu nhập: 0,706
- Chỉ số phát triển con người - Tuổi thọ: 0,803
- Chỉ số phát triển con người - Giáo dục: 0,868

(Nguồn: IPEADATA)